# الماسونية
الماسونية أو أخوّة البنائين الأحرار هي مُنظمة أخوية سرية عالمية ويتشارك أفرادها عقائد وأفكار واحدة فيما يخص الأخلاق، الماورائيات وتفسير الكون والحياة والإيمان بخالق (إله) ويُقبل انضمام جميع الناس بغض النظر عن دياناتهم ويُحظر مناقشة الدين والسياسة، تتصف هذه المنظمة بالسرية والغموض الشديدين خاصةً في شعائرها مما جعلها محط كثير من الأخبار حول حقيقة أهدافها، في حين يقول اتهامات بأنها تسعى للسيطرة على العالم وأنها من «محاربي الفكر الديني» لكن لم يثبت وجود أي أدلة على ذلك. كما تُتهم بأنها تقف وراء العديد من الثورات والانقلابات العسكرية في العديد من دول العالم وأبرزها الثورة الفرنسية عام 1789 م والثورة الإنجليزية عام 1640 م، تعتمد مصطلحاتها وطقوس دخولها علي التوراة لذلك كثيرا ما ربطت بالصهيونية وتتهم بأنها تسعي لبناء هيكل سليمان، يُعتقد أنها ظهرت في عام 1598 م في إسكتلندا (قوانين شاو)، ثم في إنجلترا في القرن السابع عشر. بدأت كنقابة للبناة المهرة. وهي تصف نفسها، وفقًا للعصور والبلدان والأشكال، بأنها «رابطة فلسفية وخيرية أساسًا» وشعارها هو «حرية، إخاء، مساواة».

## التسمية
هناك الكثير من نظريات المؤامرة حول تسمية الماسونية، ويعتقد البعض أن في هذا رمزًا إلى مهندس الكون الأعظم. ومنهم من ينسبهم إلى حيرام أبي المعماري الذي أشرف على بناء هيكل سليمان. ومنهم من ينسبهم إلى فرسان الهيكل الذين شاركوا في الحروب الصليبية. كما يرى بعضهم أنها إحياء للديانة الفرعونية المصرية القديمة. وهناك العديد من المنظرين العرب الذين يرجعون الماسونية إلى الملك هيرودس أكريبا عام 43م.

## الرموز

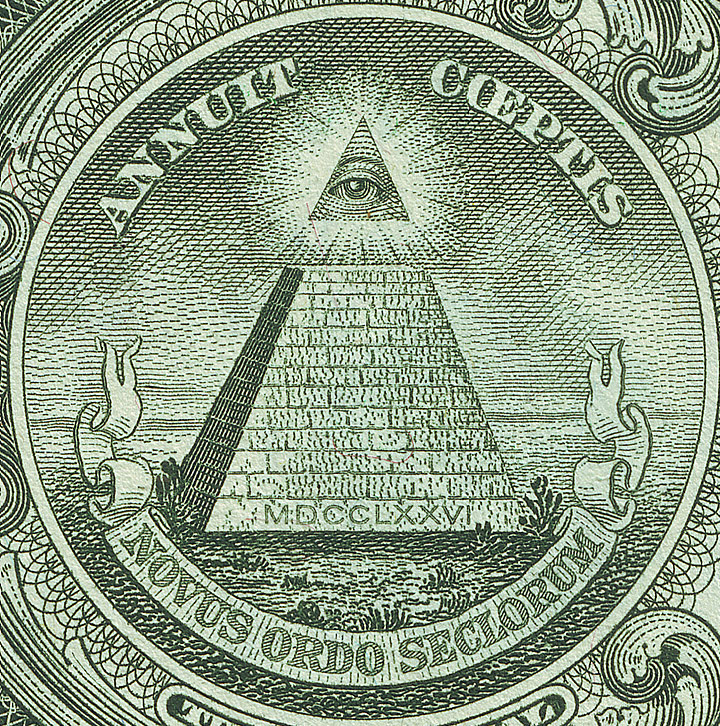
عين العناية الإلهية أحد أبرز الرموز الماسونية ذات الدلالات المختلفة.

الماسونية لها العديد من الرموز. أشهرها هي تعامد مسطرة المعماري مع فرجار هندسي. ولهذا الرمز معنيان: معنى بسيط والذي يدل على حرفة البناء. معنى باطني والذي يدل على علاقة الخالق بالمخلوق، إذ يرمز إلى زاويتين متقابلتين: الأولى تدل على اتجاه من أسفل إلى أعلى ويرمز إلى علاقة الأرض بالسماء، والأخرى من أعلى إلى أسفل ليدل على علاقة السماء بالأرض. ونجمة داوود لها نفس المعنى والذي يرمز إلى اتحاد الكهنوت (السماء) مع رجال الدولة (الأرض)، وهو ما حققه داوود عند حكمه حين أسس سلالة حكم تعتمد على مساندة الكهنة اليهود.
وهناك عادة حرف G بين زاوية القائمة والفرجار، ويختلف الماسونيّون في تفسيرها، فالبعض يفسرها بأنها الحرف الأول لكلمة الخالق الأعظم "God" أو «الإله»، ويعتقد البعض الآخر أنها أول حرف من كلمة هندسة Geometry، ويذهب البعض الآخر إلى تحليلات أعمق ويرى أن حرف G مصدرها كلمة "gematria"، والتي هي 32 قانونًا وضعه أحبار اليهود لتفسير الكتاب المقدس في سنة 200 قبل الميلاد.
من الناحية التنظيمية هناك العديد من الهيئات الإدارية المنتشرة في العالم، وهذه الهيئات قد تكون أو لا تكون على ارتباط مع بعضها البعض، ويرجع عدم التأكد من هذا إلى السرية التي تحيط بالهيكل التنظيمي الداخلي للماسونية، ولكن في السنوات الأخيرة بدأت الحركة تتصف بطابع أقل سرية. ويعتبر الماسونيون أن ما كان يعتبر سرًا أو غموضًا حول طقوس الحركة وكيفية تمييز الأعضاء الآخرين من التنظيم، كان في الحقيقة تعبيرًا عن الالتزام بالعهد والولاء للحركة التي بدأها المؤسسون الأوائل وسارت على نهجها الأجيال المتعاقبة.
يردد الماسونيون كثيراً كلمة «المهندس الأعظم للكون» التي تشير إلى الله، إلا أن بعضهم يرددها إلى «حيرام أبيف» مهندس هيكل سليمان. كما يذكر البعض أن الحرف G يمثل كوكب الزهرة (كوكب الصباح)، وبالنسبة لهم، كوكب الزهرة يمثل العضو الذكري عند الرجل، وهو أيضًا أحد أسماء الشيطان، وهو يمثل عند الماسونيين الإله «بافومت» (الإله الذي اتهم فيليب الرابع ملك فرنسا فرسانَ الهيكل بعبادته في السر، وهو يجسد الشيطان «لوسيفر» ملاك النور المطرود من الجنة).

## الدستور

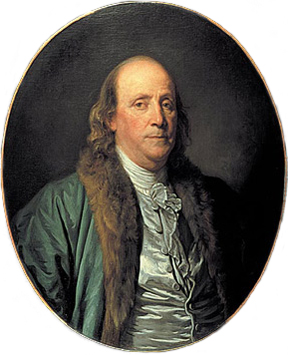
قام بنجامين فرانكلين بإعادة طبع الدستور الماسوني عام 1734م.

في عام 1723م كتب جيمس أندرسون (1679 - 1739) دستور الماسونية، وكان أندرسون ماسونيًا بدأ حياته كناشط في كنيسة أسكتلندا، وقام بنجامين فرانكلين بعد 11 سنة بإعادة طبع الدستور في عام 1734م بعد انتخاب فرانكلين زعيمًا للمنظمة الماسونية في فرع بنسلفانيا. كان فرانكلين يمثل تيارًا جديدًا في الماسونية، وهذا التيار أضاف عددًا من الطقوس الجديدة لمراسيم الانتماء للحركة وأضاف مرتبة ثالثة وهي مرتبة الخبير (Master Mason) للمرتبتين القديمتين المبتدئ وأهل الصنعة.
إن النسخة الأصلية للدستور الماسوني الذي كتبه أندرسون عام 1723م وأعاد طبعه فرانكلين عام 1734م كانت عبارة عن 40 صفحة من تاريخ الماسونية من عهد آدم، نوح، إبراهيم، موسى، سليمان، نبوخذ نصر، يوليوس قيصر، إلى الملك جيمس الأول من إنكلترا، وكان في هذا الدستور وصف تفصيلي لعجائب الدنيا السبعة ويعتبرها إنجازات لعلم الهندسة، وفي الدستور تعاليم وأمور تنظيمية للحركة، وأيضًا يحتوي على 5 أغانٍ يجب أن يغنيها الأعضاء عند عقد الاجتماعات.
يشير الدستور إلى أن الماسونية بشكلها الغربي المعاصر هو امتداد العهد القديم من الكتاب المقدس، وأن اليهود الذين غادروا مصر مع موسى شيدوا أول مملكة للماسونيين، وهناك أقاويل أن المسيح الدجال هو القائد، ولذلك يوجد رمز العين في كل شعاراته، ويقال أيضًا أنه السامري، ويعتبرون نفسهم الفرقة الثالثة عشر الضائعة من الأسباط.

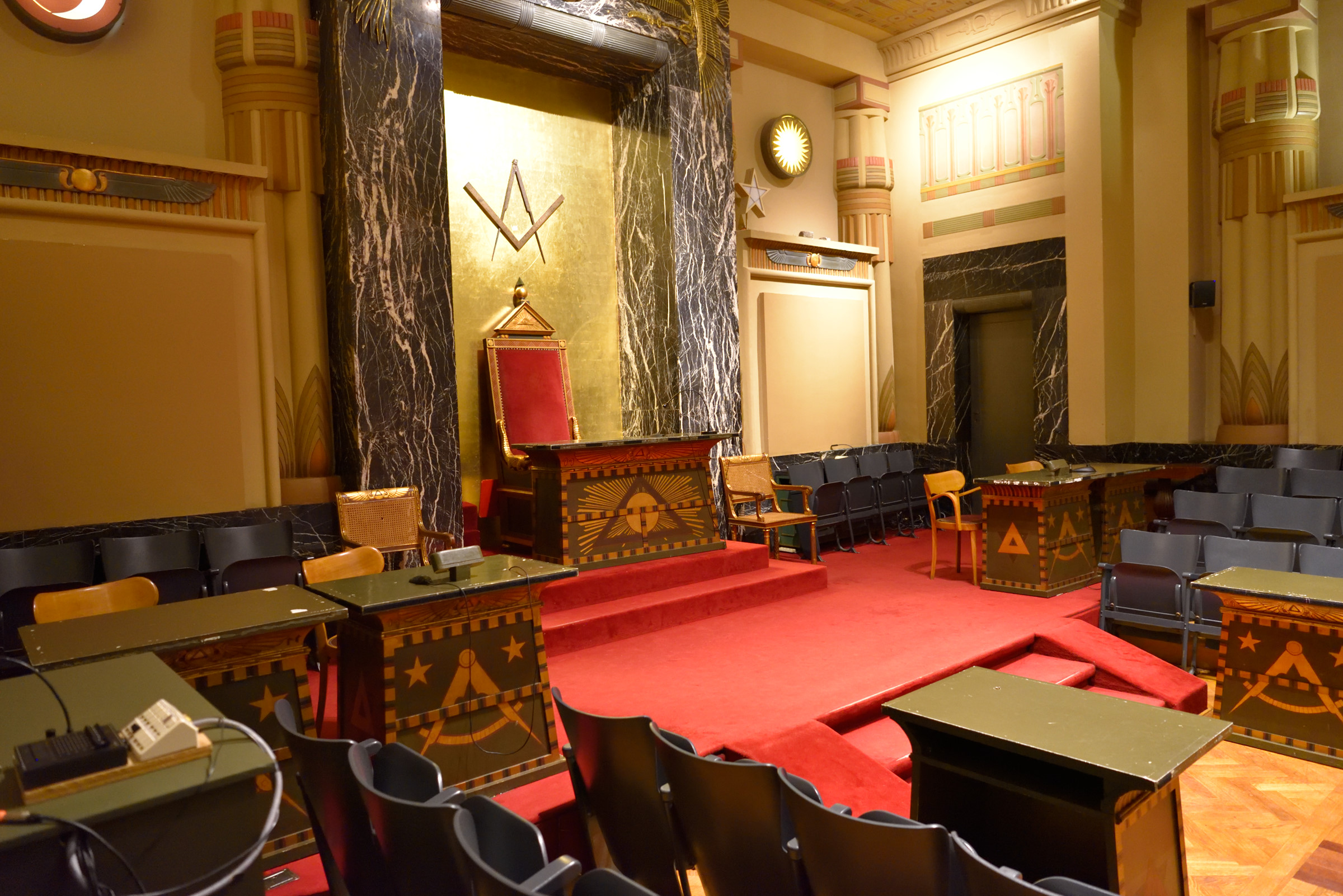
المحفل الماسوني هي الوحدة التنظيمية الأساسية للماسونية.

## العضوية
في عام 1877م بدأ المحفل الماسوني في فرنسا بقبول عضوية الملحدين والنساء إلى صفوف الحركة، وأثار هذا الخلاف نوعًا من الانشقاق بين محفلي بريطانيا وفرنسا. وكان مصدر هذا الخلاف تحليل الفرعين حول بند دستور الماسونية الذي كتب عام 1723م والذي ينص على: 
في عام 1815م أضاف المحفل الرئيسي للماسونية في بريطانيا للدستور نصًا يسمح للعضو باعتناق أي دين يراه مناسبًا، وفيه تفسير لخالق الكون الأعظم، وبعد 34 سنة قام الفرع الفرنسي بنفس التعديل. وفي عام 1877م أُجريت تعديلات جذرية على دستور الماسونية المكتوب عام 1723م، وغُيّرت بعض مراسيم الانتماء للحركة بحيث لا تتطرق إلى دين معين بحد ذاته وأن كل عضو حر في اعتناق ما يريد شرط أن يؤمن بفكرة وجود خالق أعظم للكون.

### شروط العضوية
لكي يصبح الفرد عضوًا في المنظمة الماسونية يجب عليه أن يقدم طلبًا لمحفل فرعي في المنطقة التي يسكن فيها ويُقبل الفرد أو رفضه في اقتراع بين أعضاء ذلك المحفل. يكون التصويت على ورقتين: ورقة باللون الأبيض في حال القبول، وباللون الأسود في حال الرفض. وتختلف المقاييس من مقر إلى آخر، ففي بعض المقرات صوت واحد رافض يعتبر كافيًا لرفض عضوية الشخص. من متطلبات القبول في المنظمة الماسونية هي التالي:
- أن يكون له صلة بهم أو أن يسمى مهاجر باعتقادهم من يسمى بالاسم هذا يكون له قدرات
- أن يكون رجلًا حر الإرادة.
- أن يؤمن بوجود خالق أعظم بغض النظر عن ديانة الشخص، ولكن هناك محافلًا للمنظمة ــ كالتي في السويد ــ يقبل فيها فقط الأعضاء الذين يؤمنون بالديانة المسيحية.

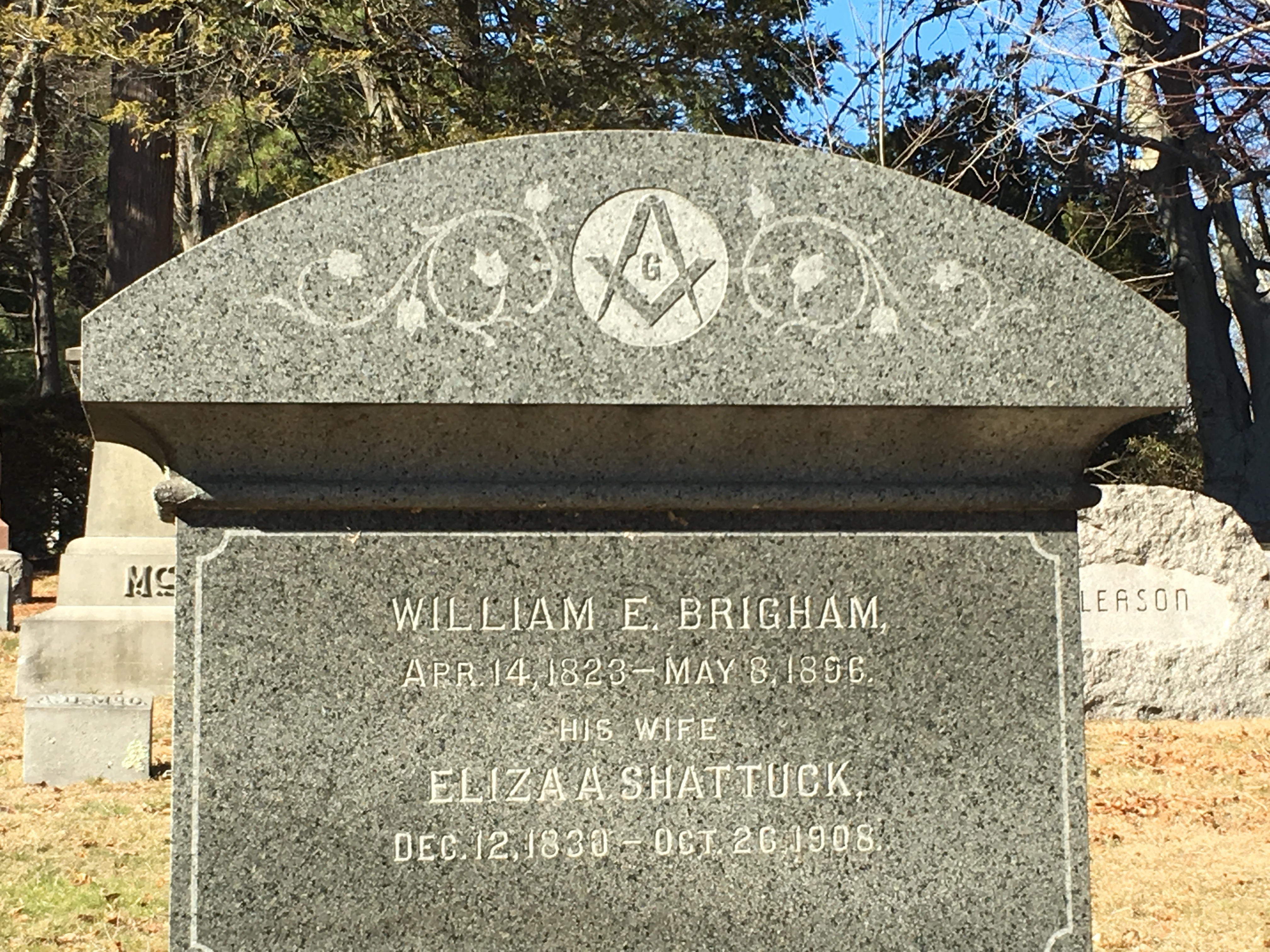
مقابر الماسونيين.

- مقابر الماسونيين.أن يكون قد بلغ 18 سنة من العمر وفي بعض المقرات 21 سنة من العمر.
- أن يكون سليمًا من ناحية البدن والعقل والأخلاق وأن يكون ذا سمعة حسنة.
- أن يُزكّيه شخصين ماسونيين على الأقل.
- أن يكون حاملًا للقب جامعي على الأقل.

يصر أعضاء منظمة الماسونية أن الماسونية ليست عبارة عن دين وليست بديلة للدين.

### المرأة
تُعد الماسونية منظمة أخوية عمومًا، وعلى هذا لم يسمح للسيدات بالانضمام لها في العهد القديم إلا في حالات نادرة، ومنها على سبيل المثال قبول عضوية السيدة إليزابيث أولدورث (1639م - 1773م) وهناك مصادر تؤكد أن هذه السيدة شاهدت عن طريق الصدفة من خلال ثقب في الباب الطقوس الكاملة لاعتماد عضو جديد، وعندما اكتُشف أمرها أُقِرّ بضمها إلى المنظمة للحفاظ على السرية. وفي عام 1882م بدأ الفرع في فرنسا بقبول السيدات. وفي عام 1903م بدأت الفروع الماسونية في الولايات المتحدة بقبول السيدات في صفوفها. وبحلول عام 1922م كانت هناك 450 مقرًا للسيدات الماسونيات في العالم.

## مراتب الماسونية

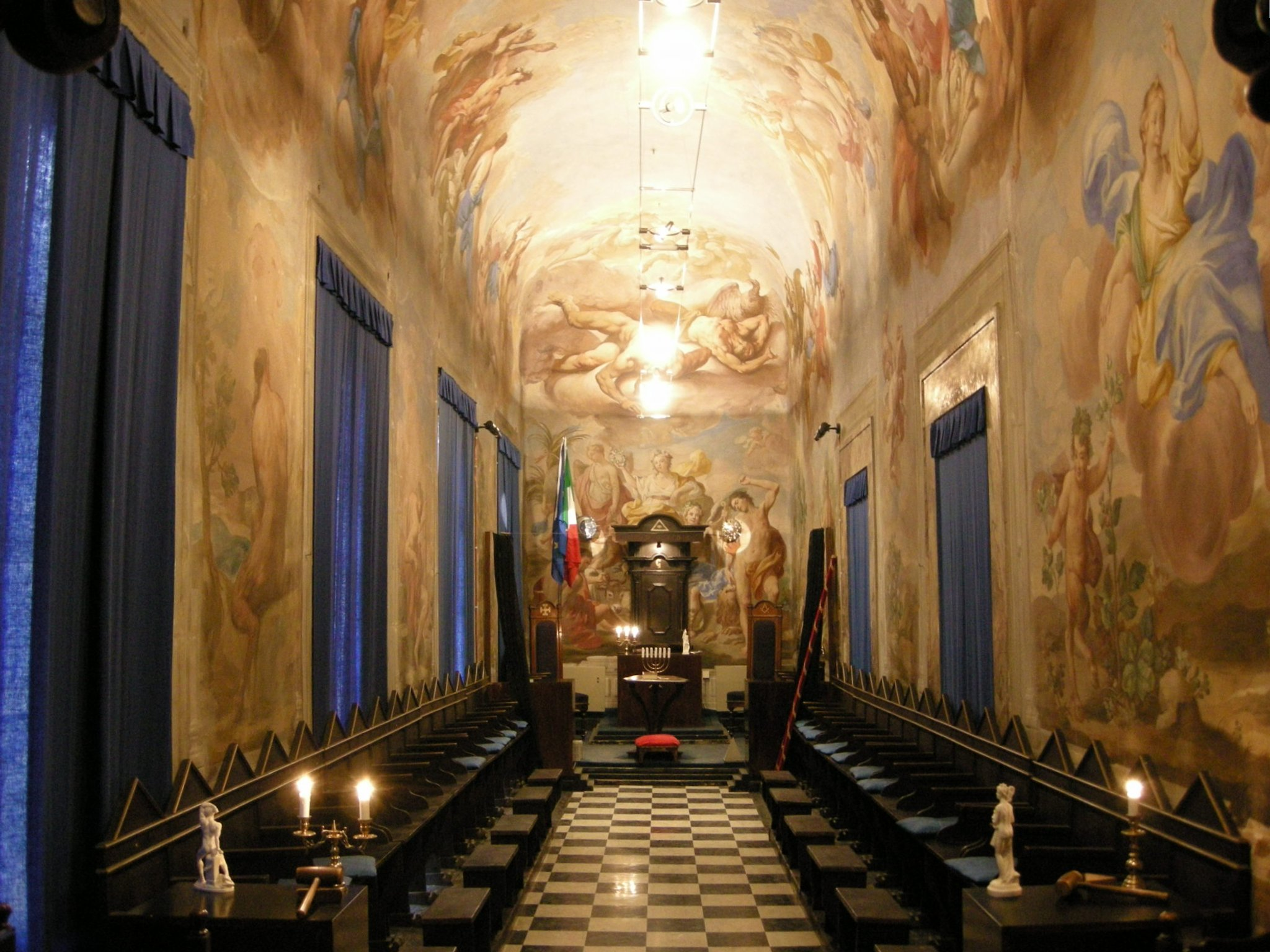
محفل ماسوني في فلورنسا بـإيطاليا، وضع للطقوس الفرنسية (الحديثة)

### مرتبة المبتدئ
مرتبة المبتدئ أو (Entered Apprentice Degree) تجب على المبتدئ حسب المبادئ العامة للماسونية الحياة، ويجب عليه عند أدائه قسم العضوية أن يلبس رداءً خاصاً يزوده به المقر، وحسب الماسونيين فإن الطقوس التي يصفها البعض بالمرعبة ما هي إلا رموز استخدمها أوائل الماسونيين، حيث كان الإنسان القديم يؤمن بأن روح الإنسان تهبط من أجواء كونية قبل استقرارها في جسد الإنسان عند الولادة، وحسب المعتقدات القديمة فإن تلك الروح تتحلى بصفات ذلك الفضاء الكوني الخاص الذي مرت به الروح أثناء رحلتها إلى الجسد.
يفسر الماسونيون وضع عصابة على عيني المبتدئ أثناء أدائه القسم على أنه رمز إلى الجهل أو الظلام الذي كان فيه الشخص قبل اكتشافه لحقيقة نفسه عن طريق الماسونية، وإن هذه العصابة ستزول عندما يصبح المبتدئ الذي يؤدي القسم مستعداً لاستقبال الضياء، وبالنسبة للحبل المستخدم أثناء تأدية قسم العضوية فيفسره الماسونيون كرمز للحبل السري الذي يعتبر ضرورياً لبدء الحياة ولكنه يقطع أو يستبدل بعد القسم بمفاهيم الحب والعناية التي تعتبر ضرورية لإدامة الحياة.

صعود السلم طقس يستعمل في مراسيم وصول الماسوني إلى مرتبة أهل الصنعة.

تبدأ بعد ذلك عملية الطواف حول الهيكل باتجاه دوران عقارب الساعة والذي يعتبره الماسونيون رمزاً لحركة الشمس، وأثناء الطواف يدرك المبتدئ النظام الكوني وبعد الطواف حول الهيكل يقوم المبتدئ بالسجود للهيكل، وهذا الهيكل حسب المفهوم الماسوني هو رمز لنقطة التقاء الشخص مع الخالق بغض النظر عن الدين السماوي الذي يتبعه المبتدئ، ويقع هذا الهيكل في وسط المقر. تكون صلاحيات المبتدئ محدودة فلا يحق له مثلاً التصويت لقبول عضو جديد ولا يحق له تنظيم أعمال خيرية، ولكنه يستطيع حضور الاجتماعات والطقوس الجنائزية عند موت عضو ماسوني.

### مرتبة أهل الصنعة
مرتبة أهل الصنعة أو (Fellowcraft Degree) تمثل هذه المرحلة حسب الفكر الماسوني مرحلة البلوغ والمسؤولية في حياة الإنسان على الأرض، ويجب على العضو في هذه المرحلة أن يبني صفاته الحسنة ويساهم في تحسين ظروف المجتمع الذي يعيش فيه. يستخدم في مراسيم هذه المرتبة مواد للقياس استعملها البنائون القدماء، ويجب على العضو أن يصعد سلماً ينتهي إلى وسط الهيكل كرمز للصعود والتطور في فهم العضو لمبادئ الماسونية. في هذه المرتبة يتعرف العضو على التفاصيل الدقيقة لمعاني ورموز الطقوس المتبعة في الماسونية. من أهم الأدوات التي تستعمل في طقوس هذه المرتبة هي الزاوية القائمة التي ترمز حسب معتقد الماسونيين إلى الزاوية المطلوبة في بناء جدار على أساس قوي، وهناك في هذه المرحلة عمودين عند مدخل قبر رمزي لمعبد سليمان، ويعتقد البعض أن العمودين يمثلان الليل والنهار الذين ـ حسب المعتقدات القديمة ـ استعملهما الخالق الأعظم لإرشاد بني إسرائيل إلى الطريق المؤدي إلى الأرض الموعودة.

### مرتبة الخبير

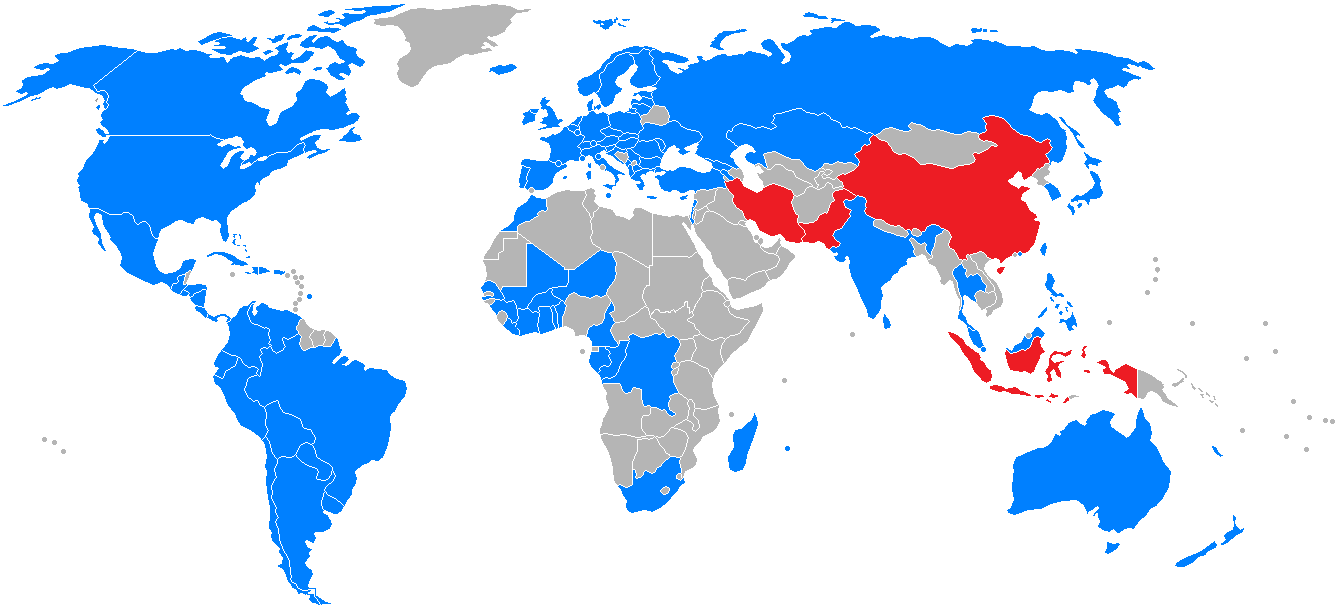
إنتشار الماسونية حول العالم.

مرتبة الخبير أو (Master Mason Degree) وهي أعلى المراتب في الماسونية. وهناك مقرات تقبل فقط عضوية الماسونيين الواصلين إلى مرحلة الخبير،  في هذه المرحلة وحسب المعتقد الماسوني يصل العضو إلى حالة توازن بين العوامل الداخلية التي تحرك الإنسان والجانب الروحي الذي يربطه بالخالق الأعظم. من الرموز المستخدمة في طقوس هذه المرتبة هي آلة البناء المسماة المسطرين أو المالج والتي ترمز إلى ربط جميع مفاهيم الماسونية ونشر الحب الأخوي. ومن وجهة نظر الماسونيين فإن طقوس هذه المرتبة فيها إشارة إلى الخبير في المعمار حيرام آبيف - Hiram Abiff - والذي كان أحد البنائين الرئيسيين في مشروع بناء معبد القدس في عهد سليمان. ومن الرموز الأخرى في مراسيم هذه المرحلة هو شعار الأسد الملكي الذي يرمز لقبائل بني إسرائيل القديمة. ومن مسؤوليات الخبير الاقتراع على قبول أعضاء جدد والقيام بأعمال أو مشاريع خيرية والبحث والتحري عن خلفية طالبي العضوية ومسؤوليات مالية متفرقة.
يعتقد البعض أن هناك مراتب رقمية في الماسونية، وهذا الادعاء يعتبره الماسونيون ادعاءً خاطئاً. فيتبع المقر الأعظم في اسكتلندا نظاماً رقمياً، ومن أشهر هذه المراتب هي المرتبة 33 وهذه لا تعني أن هناك 32 مرتبة تحت هذه المرتبة، ولا تعني أيضاً أنها تصنيف آخر لمراتب الماسونية، فالماسونية لها 3 مراتب فقط، وتعتبر المرتبة 33 كشهادة تقدير فخرية للأعمال المميزة التي قام بها شخص معين في خدمة الماسونية. وهناك أيضاً في النظام الماسوني الإسكتلندي مرتبة فخرية أخرى مشهورة ألا وهي المرتبة 14. ويرتدي هؤلاء عادة خواتم خاصة عند منحهم هذه الشهادات الفخرية. بينما يصر البعض على أن هناك مراتب رقمية في الماسونية تبدأ من المرتبة 1 وتنتهي بالمرتبة 33.

## الهيكل التنظيمي

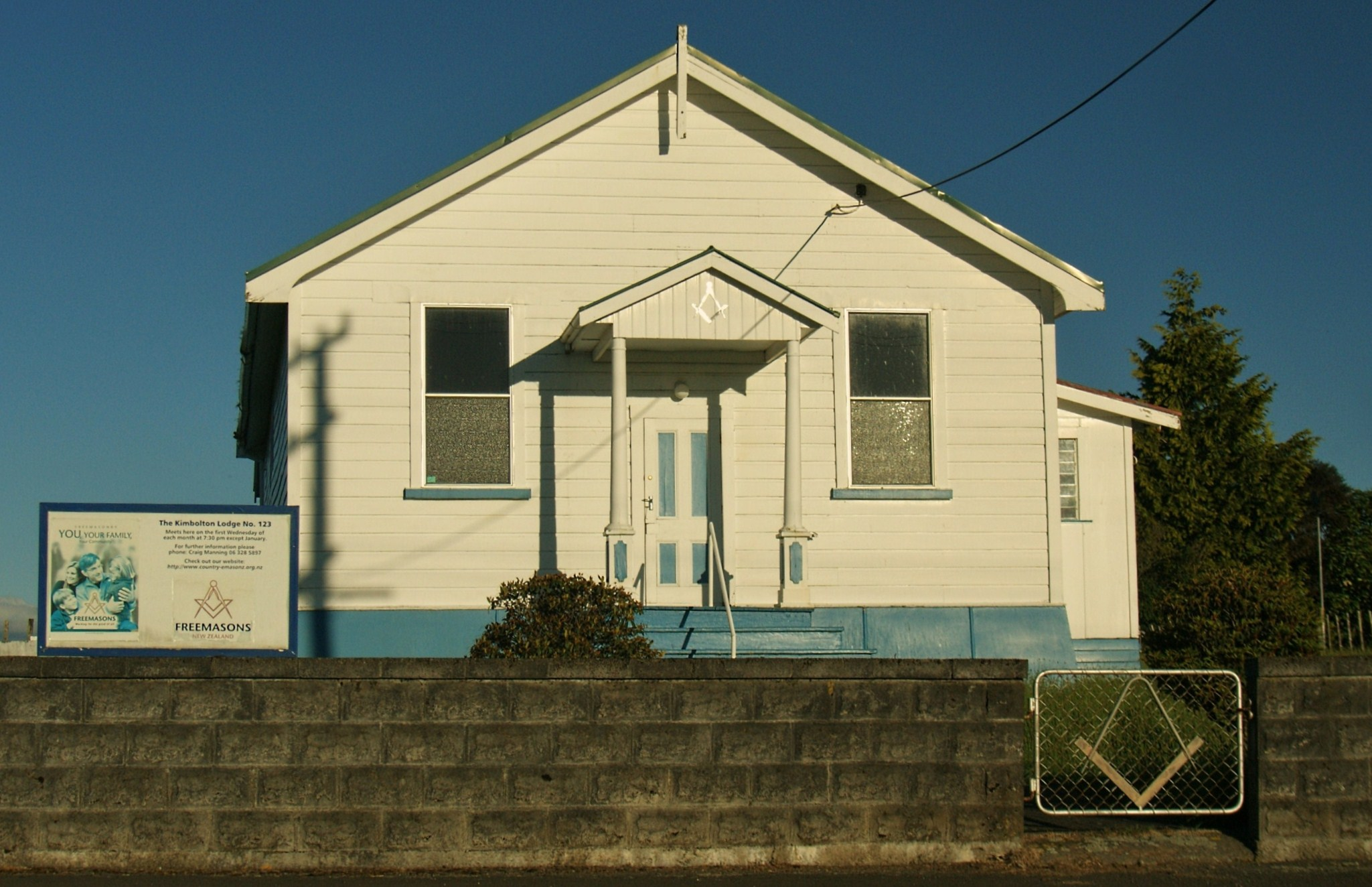
محفل ماسوني في نيوزيلاندا.

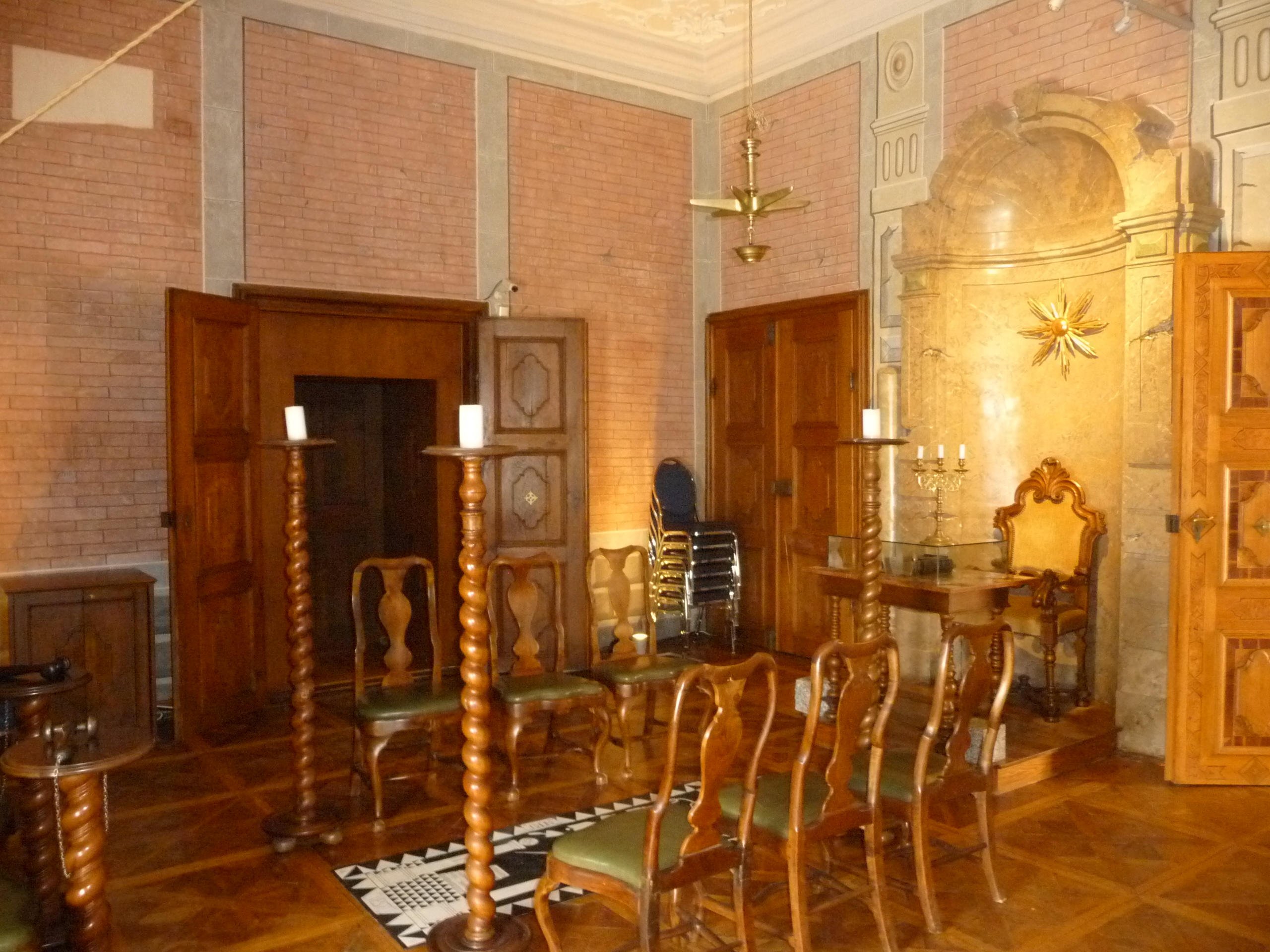
المتحف النمساوي للماسونية.

توجد العديد من المقرات والهيئات الإدارية والتنظيمية للمنظمة الماسونية في بلدان عديدة من العالم، ولا يعرف على وجه الدقة مدى ارتباط هذه الفروع مع بعضها وفيما إذا كان هناك مقراً رئيسياً لجميع الماسونيين في العالم. يظن البعض أن معظم الفروع هي تحت إشراف ما يسمى المقر الأعظم الذي أُسس عام 1717 م في بريطانيا، ويطلق على رئيس هذا المقر تسمية الخبير الأعظم (Grand Master)، وهذا المقر شبيه إلى درجة كبيرة بحكومة مدنية، وهناك مقرات أخرى تطلق على نفسها تسمية «المقر الأعظم». ويمكن أن يحضر اجتماعات مقر أعظم معين أعضاء ينتمون إلى مقر أعظم آخر شرط أن يكون هناك اعتراف متبادل بين المقرين الأعظمين، وإذا لم يتوفر هذا الشرط لا يسمح لأعضاء مقر معين بأن تطأ أقدامهم أرض المقر الأعظم الآخر.

هيكل الدرجات التنظيمي.

يوجد في المملكة المتحدة مقر أعظم في لندن وإيرلندا واسكتلندا. وهناك العديد من المقرات في كل دولة أوروبية. وفي الولايات المتحدة يوجد مقر أعظم في كل ولاية. هناك منظمات تقبل عضوية الخبراء فقط، مثل منظمة Scottish Rite التي لها مقرات رئيسية لا تطلق عليها تسمية المقر الأعظم. وبصورة مختصرة هناك مؤشرات إلى انعدام المركزية بين هذه المقرات، ولكن البعض يعتقد أن هناك ترابطاً واتصالاً عميقاً بين تلك الفروع.
يعتبر أقدم مقر أعظم الذي في بريطانيا الذي تأسس في عام 1717 م، ثم تلاه المقر الأعظم في فرنسا الذي تأسس عام 1728 م. وكل هذه الفروع العظمى نشأت من اتحاد فروع أصغر. في معظم دول أمريكا اللاتينية وفي بلجيكا يُعد المقر الأعظم في فرنسا كهيئة إدارية عليا، أما بقية الفروع في العالم فتعتبر المقر الأعظم في بريطانيا المرجع الأعلى لها. في الولايات المتحدة بدأت المقرات العظمى في الولايات المتحدة الاعتراف ببعضها، وتعتبر المقرات الكبرى في الولايات المتحدة في حالة تناسق مع المقر الأعظم في بريطانيا.

### محافل دولية
لافتتاح أي محفل جديد يجب أن يكون بإشراف وبموافقة المحفل الأعظم. ويحق للماسوني الحاصل على مرتبة الخبير (Master) أن يزور أي محفل. ويعترض الماسونيون على استعمال كلمة محفل ويفضلون تسمية معبد الفلسفة والفن. واستناداً إلى معتقدهم فإن تلك المقرات أو أماكن التجمع التي بناها الماسونيين المهندسين في حالة استراحة أو حرية من العمل وكانوا يتجمعون في تلك الأماكن للراحة والتشاور.
توجد مقرات عظمى ومحافل منتشرة في عدد من دول العالم، ومن أهم المحافل الماسونية المتخفية في شكل نوادٍ اجتماعية نادي (the lions) أو الليونز الذي اتخذ من الأسد شعاراً له، والمركز الرئيس له بمدينة (اوك بروك) بولاية الينوي الأمريكية. والجدير بالذكر أن كلمة الليونز تعني (حراس الهيكل) إشارة إلى الهدف الماسوني الأكبر وهو بناء هيكل سليمان. وقد أسسه ملفن جونز عام 1915 م، وظهرت أندية الليونز لأول مرة في أيار مايو 1917 م في فندق لاسال في شيكاغو. والاسم مشتق من الأحرف الأولى للكلمة الإنجليزية (liberty intelligence our nations safety). ولا يستطيع أي شخص تقديم طلب انتساب إلى الليونز وإنما هم الذين يرشحونه ويعرضون عليه ذلك.[بحاجة لمصدر]
النادي الآخر هو نادي الروتاري وله فروع في معظم الدول العربية. والروتاري كلمة إنجليزبة تعني الدوران أو المناوبة، لأن الاجتماعات تعقد في بيوت الأعضاء أو مكاتبهم بالتناوب. وهو إحدى جمعيات الماسونية العالمية أسسه في عام 1905 م المحامي الأمريكي بول هاريس بولاية شيكاغو ثم امتدت إلى جميع أنحاء العالم.[بحاجة لمصدر]

## المبادئ والطقوس

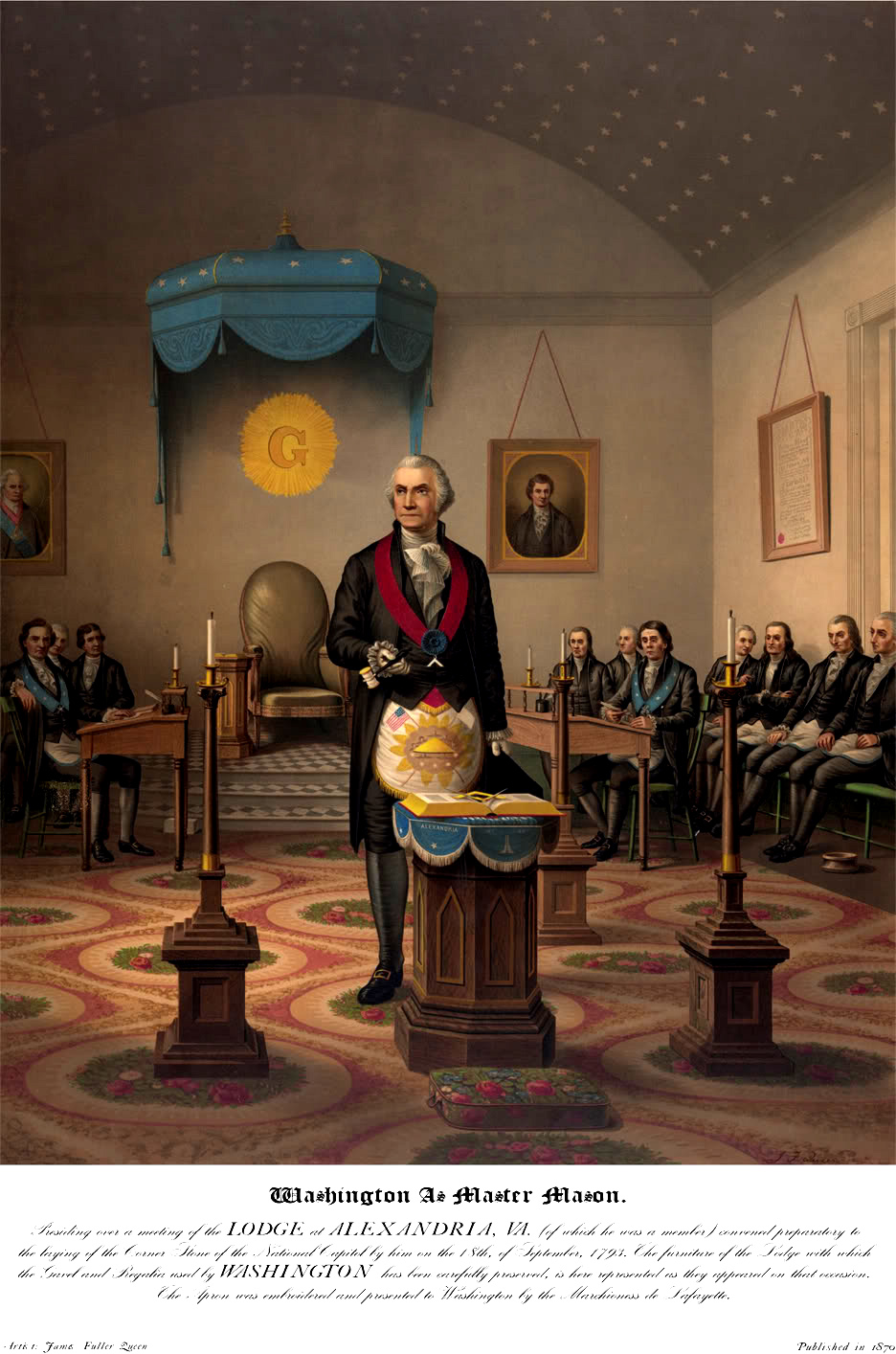
طباعة من عام 1870 تصور جورج واشنطن على أنه سيد المحفل.

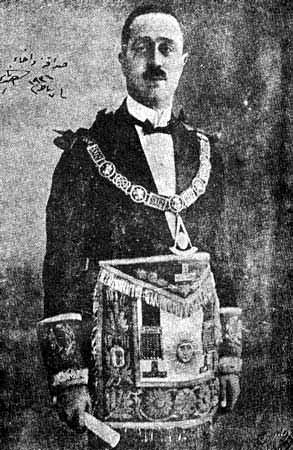
ارتدى أحمد نامي الملابس الماسونية الكاملة في عام 1925.

يصف الماسونيون حركتهم بأنها مجموعة من العقائد الأخلاقية مثل الحب الأخوي والحقيقة والحرية والمساواة. واستناداً على الماسونيين فإن تطبيق هذه المبادئ يجري بطقوس يتدرج العضو فيها من مرتبة مبتدئ إلى مرتبة خبير،  وتتدرج المراتب اعتماداً على قدرة العضو على إدراك حقيقة نفسه والعالم المحيط به وعلاقته بالخالق الأعظم الذي يؤمن به بغض النظر عن الدين الذي يؤمن به العضو.
هناك الكثير من الغموض حول رموز وطقوس وتعاملات الماسونية. وفي السنوات الأخيرة أدرك قادة الماسونية أن كل هذا الغموض ليس في صالح الماسونية، وأن السرية التي كانت ضرورية في بدايات الحركة قد استُعملت لنشر الكثير من نظريات المؤامرة حول الحركة، فقامت الحركة بدعوة الصحافة والتلفزيون إلى الاطلاع على بعض الأمور المتحفية وتصوير بعض الجلسات ولكن لم يسمح لوسائل الإعلام بتصوير أو مشاهدة جلسات اعتماد الأعضاء.
استناداً للماسونيين فإن الطقوس المستعملة والتي يصفها البعض بالمرعبة ما هي إلا رموزاً استعملها البناؤون الأوائل في القرون الوسطى ولها علاقة بفن العمارة والهندسة. وتعتبر الزاوية القائمة والفرجار من أهم رموز الماسونية، وهذا الرمز موجود في جميع مقرات الماسونية إلى جانب الكتاب المقدس الذي يتبعه ذلك المقر. وعند اعتماد عضو جديد يعطى له الحق باختيار أي كتاب سماوي يعتبره ذلك الشخص مقدساً.

يستخدم الماسونيون بعض الإشارات السرية ليتعرف بواسطتها عضو في المنظمة على عضو آخر، وتختلف هذه الإشارات من مقر إلى آخر. وفي السنوات الأخيرة قامت قناة الجزيرة الفضائية في أحد برامجها بتقديم مشاهد تمثيلية فيها محاكاة لطقوس اعتماد عضو جديد في الماسونية، زعمت القناة أنها مستندة على مصادر موثوقة داخل المنظمة الماسونية، وفي هذه المشاهد يمكن مشاهدة من وصفته القناة الرئيس الأعظم يطلب من العضو الجديد أن يركع على ركبتيه، ويردد الرئيس الأعظم هذه العبارات:

وبعد مجموعة من التعهدات بحضور الاجتماعات والحفاظ على سرية الحركة، وحسب قناة الجزيرة الفضائية فإن الرئيس الأعظم يتفوه بهذه الكلمات:
وبعد أداء القسم يطلب الرئيس الأعظم من العضو تقبيل الكتاب السماوي الذي يعتبره العضو مقدساً ويُهَدِّد الرئيس الأعظم العضو بأنه سوف يتعرض للطعن أو الشنق إذا ما حاول الهرب من صفوف المنظمة. من الجدير بالذكر أن الماسونية تعتبر ما قامت به قناة الجزيرة جزءاً من ما وصفته بحملة منظمة لتشويه صورة الماسونية.

## مناهضة الماسونية
مناهضة الماسونيّة أو Anti-Masonry (وتُسمّى أحياناً «مكافحة الماسونية Anti-Freemasonry») هي «معارضة مُعترف بها معادية للماسونية». ولكن، لا توجد حركة متجانسة ضدّ الماسونية. تقوم مناهضة الماسونيّة على انتقادات مختلفة بشكل جذريّ نابعة من مجموعات غير متوافقة أحيانًا ولكنّها جميعاً معادية للماسونيّة بشكلٍ ما.

شعار مناهضي الماسونية.

## توجهات الماسونية
الماسونية لا تعتبر نفسها ديانة أو معتقداً بديلاً للدين، وتعتبر الماسونية نظرتها عن فكرة الخالق الأعظم مطابقة للأديان السماوية الموحدة الرئيسية،  حسب الفكر الماسوني يعتبر العضو حراً في اختيار العقيدة التي يراها مناسبة له للإيمان بفكرة الخالق الأعظم بغض النظر عن المسميات أو الدين الذي يؤمن به الفرد، وقد قُبِل أعضاء حتى من خارج الديانات التي تعتبر ديانات توحيدية مثل البوذية والهندوسية.
يصر الماسونيون أنهم لا يقبلون بعضوية أشخاص ارتدوا عن دين معين ولا تشجع الناس على اتباع دين معين، ولا يوجد في الماسونية مفهوم طريق النجاة أو الخلاص الموجودة في بعض الديانات، وينتقد البعض استعمال الماسونيين كلمة "Worshipful" عند مخاطبتهم ماسوني يحمل مرتبة الخبير وهذه الكلمة يمكن ترجمتها حرفياً إلى «المعبود» ولكن الماسونيين يؤكدون أن استعمال هذا اللقب يرجع أصوله إلى اللغة الإنجليزية القديمة والتي كانت تلك الكلمة تستعمل فيها للاحترام وبمعنى «حضرتكم». هناك البعض ممن يتهمون الماسونية بأنها من محاربي الفكر الديني وناشري الفكر العلماني ولكن الدستور أو القوانين الأساسية للماسونية الذي طُبع عام 1723 يقول نصاً: إن الماسوني لا يمكن أبداً أن يكون «ملحداً أحمقاً» إذا توصل لفهم الصنعة، ويوجد في الدستور عبارة تقول بالتحديد: إنه لا يمكن قبول الملحد كعضو جديد. وهذا الجدل تمت إثارته عام 1877 في فرنسا عندما قام الفرع الفرنسي بمسح هذه العبارة في الدستور وبدأت بقبول الملحدين في صفوفها، وتلاه بهذا المنحى الفرع السويسري، وخلق هذا نوعاً من الانقسام بين الفرع البريطاني والفرنسي، ولكن وفي 13 تشرين الثاني نوفمبر 1889 صرح أحد كبار الماسونيين في أريزونا في الولايات المتحدة: إن العضو يمكن أن يؤمن بمفاهيم متعددة للخالق الأعظم، ولا ضير في مفهوم أن الخالق الأعظم عبارة عن فكرة ـ أو مفهوم ـ ذات مستوى عالٍ يكونه الإنسان لنفسه.

## حكم الماسونية في الأديان

### حكمها في الإسلام
وفي إطار آخر أصدر المجمع الفقهي التابع لرابطة العالم الإسلامي بياناً جاء فيه:
" وقد قام أعضاء المجمع بدراسة وافية عن هذه المنظمة الخطيرة، وطالع ما كتب عنها من قديم وجديد، وما نشر من وثائقها فيما كتبه ونشره أعضاؤها، وبعض أقطابها من مؤلفات، ومن مقالات في المجلات التي تنطق باسمها.
وقد تبين للمجمع بصورة لا تقبل الريب من مجموع ما اطلع عليه من كتابات ونصوص ما يلي:
1. إن الماسونية منظمة سرية تخفي تنظيمها تارة وتعلنه تارة أخرى، بحسب ظروف الزمان والمكان، ولكن مبادئها الحقيقية التي تقوم عليها هي سرية في جميع الأحوال محجوب علمها حتى على أعضائها إلا خواص الخواص الذين يصلون بالتجارب العديدة إلى مراتب عليا فيها.
2. إن الماسونية تبني صلة أعضائها بعضهم ببعض في جميع بقاع الأرض على أساس ظاهري للتمويه على المغفلين وهو الإخاء الإنساني المزعوم بين جميع الداخلين في تنظيمها دون تمييز بين مختلف العقائد والنحل والمذاهب.
3. إن الماسونية تجذب الأشخاص إليها ممن يهمها ضمهم إلى تنظيمها بطريق الإغراء بالمنفعة الشخصية، على أساس أن كل أخ ماسوني مجند في عون كل أخ ماسوني آخر، في أي بقعة من بقاع الأرض، يعينه في حاجاته وأهدافه ومشكلاته، ويؤيده في الأهداف إذا كان من ذوي الطموح السياسي، ويعينه إذا وقع في مأزق من المآزق أياً كان على أساس معاونته في الحق لا الباطل. وهذا أعظم إغراء تصطاد به الناس من مختلف المراكز الاجتماعية وتأخذ منهم اشتراكات مالية.
4. إن الدخول في الماسونية يقوم على أساس احتفال بانتساب عضو جديد تحت مراسم وأشكال رمزية إرهابية لإرهاب العضو إذا خالف تعليماتها والأوامر التي تصدر إليه بطريق التسلسل في الرتبة.
5. أن الأعضاء المغفلين يتركون أحراراً في ممارسة عباداتهم الدينية، وتستفيد من توجيههم وتكليفهم في الحدود التي يصلحون لها، ويبقون في مراتب دنيا، أما الملاحدة أو المستعدون للإلحاد فترتقي مراتبهم تدريجياً في ضوء التجارب والامتحانات المتكررة للعضو على حسب استعدادهم لخدمة مخططاتها ومبادئها الخطيرة.
6. إن الماسونية ذات أهداف سياسية ولها في معظم الانقلابات السياسية والعسكرية والتغييرات الخطيرة ضلع وأصابع ظاهرة أو خفية.
7. إن الماسونية في أصلها وأساس تنظيمها يهودية الجذور ويهودية الإدارة العليا والعالمية السرية، وصهيونية النشاط.
8. إن الماسونية في أهدافها الحقيقية السرية ضد الأديان جميعها لتهديمها بصورة عامة وتهديم الإسلام بصفة خاصة.
9. إن الماسونية تحرص على اختيار المنتسبين إليها من ذوي المكانة المالية أو السياسية أو الاجتماعية أو العلمية أو أية مكانة يمكن أن تستغل نفوذاً لأصحابها في مجتمعاتهم، ولا يهمها انتساب من ليس لهم مكانة يمكن استغلالها، ولذلك تحرص كل الحرص على ضم الملوك والرؤساء وكبار موظفي الدولة ونحوهم.
10. إن الماسونية ذات فروع تأخذ أسماءً أخرى تمويهاً وتحويلاً للأنظار لكي تستطيع ممارسة نشاطاتها تحت الأسماء إذا لقيت مقاومة لاسم الماسونية في محيط ما، وتلك الفروع المستورة بأسماء مختلفة من أبرزها منظمة الروتاري والليونز. إلى غير ذلك من المبادئ والنشاطات الخبيثة التي تتنافى كلياً مع قواعد الإسلام وتناقضه مناقضة كلية.

### حكمها في المسيحية
خلال الدورة السنوية للمجمع المعمداني الجنوبي حزيران 17 -15 التي انعقد سنة 1993، اعتمد المرسلون تقريرًا حول الماسونية اعتمادًا شبه جماعي. وقد اعترف هذا التقرير بقيمة العديد من الأعمال الخيرية الماسونية. إلا أنه قد خلص إلى أن العديد من معتقدات وتعاليم الماسونية لا تتفق مع المسيحية أو العقيدة المعمدانية الجنوبية لذا حدد التقرير 8 اختلافات جوهرية بين الماسونية والمسيحية وملخصها:
1. تستخدم الماسونية مصطلحات مسيئة تجاه الله تصل لحد التجديف.
2. تصّر الماسونية على استخدام التعهدات والأقسام الدموية التي يحظرها الكتاب المقدس على نحو صارم.
3. تحّث الماسونية على استخدام القراءات الغامضة والوثنية، واعتماد تعاليمها الخاصة في تفسير مفاهيم مماثلة للثالوث.
4. ُتدرج الماسونية الكتاب المقدس كجزء من«أثاث المحفل» وإنما على قدم المساواة مع الرموز والكتابات غير المسيحية.
5. ُتسيء الماسونية استخدام مصطلح «النور» للإشارة إلى«الإصلاح» كوسيلة للخلاص الأخلاقي.
6. تعّلم الماسونية أن الخلاص يتحقق عبر «الأعمال الصالح» وحده وليس عن طريق الإيمان بالمسيح.
7. تؤيد الماسونية في العديد من كتاباتها تعاليم الشمولية المنافية لتعاليم الكتاب المقدس.
8. تمارس محافلها الماسونية التمييز العنصري تجاه الأشخاص الملّونين في بعض محافلها.

## نظرية المؤامرة
يعتبر البعض من المناهضين للماسونية وبعض المؤمنين بـنظرية المؤامرة أن المنظمة في حقيقتها عبارة عن منظمة سياسية واقتصادية عملاقة هدفها الرئيسي هو الهيمنة على العالم عن طريق السيطرة على وسائل الإعلام والاقتصاد العالمي والتغلغل في صفوف الكنيسة الكاثوليكية، وكذلك تسيطر على أمريكا لأن عدد كبير من الرؤساء الأمريكيين كانوا أعضاءً كبارًا في الماسونية مثل جورج واشنطن وبول ريفر وجوزيف وارين وجون هوك ممن وقعوا على إعلان دستور الولايات المتحدة الأمريكية. وبحسب مادالينا كالانس استاذة الاقتصاد في جامعة إياسي برومانيا أن دستور الولايات المتحدة صُمِّمَ وفق العقيدة الماسونية للقوانين والحقوق الأساسية. وحسب الموسوعة الكاثوليكية الحديثة فإن طوائف مثل المورمون وتيارات مثل الشيوعية والاشتراكية والثورة الفرنسية وحركة مصطفى كمال أتاتورك ما هي إلا تيارات تفرعت من الماسونية وتعتبر الموسوعة التيار الذي يقبل بالشذوذ الجنسي بين كبار منتسبي الكنيسة صنيعة ماسونية.
ويعتبر البعض قيام الماسونية بنشر فكرة أن الخلاص أو النجاة بالمفهوم الديني يمكن تحقيقه من خلال أعمال الفرد الحسنة فقط، تعتبر إنكاراً لجميع عقائد الديانات التوحيدية التي لها شروط أخرى للخلاص أكثر تعقيداً من مجرد كون الشخص يقوم بأعمال جيدة. وفي تشرين الثاني نوفمبر عام 1983 م صرح يوحنا بولس الثاني نصاً «لا يمكن أن تكون كاثوليكياً وماسونياً في نفس الوقت.» يعتقد البعض أن أقوى دولة علمانية وهي الولايات المتحدة مبنية أساساً على المفاهيم الماسونية إذ كان 13 ممن وقعوا على دستور الولايات المتحدة و16 من رؤساء الولايات المتحدة ماسونيين ومنهم جورج واشنطن وبنجامين فرانكلين  وحسب الدكتور أسعد السحمراني أستاذ الفلسفة بجامعة بيروت فإن الشاعر إبراهيم اليازجي الذي كان ماسونياً من لبنان قد كتب القصيدة التالية في أواخر القرن الماضي:

في عام 1979م أصدرت جامعة الدول العربية القرار رقم 2309 والتي نصت على (اعتبار الحركة الماسونية حركة صهيونية لأنها تعمل بإيحاء منها لتدعيم أباطيل الصهيونية وأهدافها كما أنها تساعد على تدفق الأموال على إسرائيل من أعضائها الأمر الذي يدعم اقتصادها ومجهودها الحربي ضد الدول العربية حسب بيان الجامعة). وفي 28 نوفمبر عام 1984 م قال عضو لجنة الفتوى بالأزهر، الشيخ عطية صقر في فتواه: 